# Zeuxidamas
Zeuxidamas o Zeuxidamo (griego antiguo Ζευξίδαμος) fue un rey de Esparta, perteneciente a la dinastía de los Euripóntidas, que habría gobernado entre los años 645 a. C. y 625 a. C. Fue el nieto del rey Teopompo de Esparta y padre de Anaxidamo, que le sucedió en el trono.